# 巴拉紹夫區

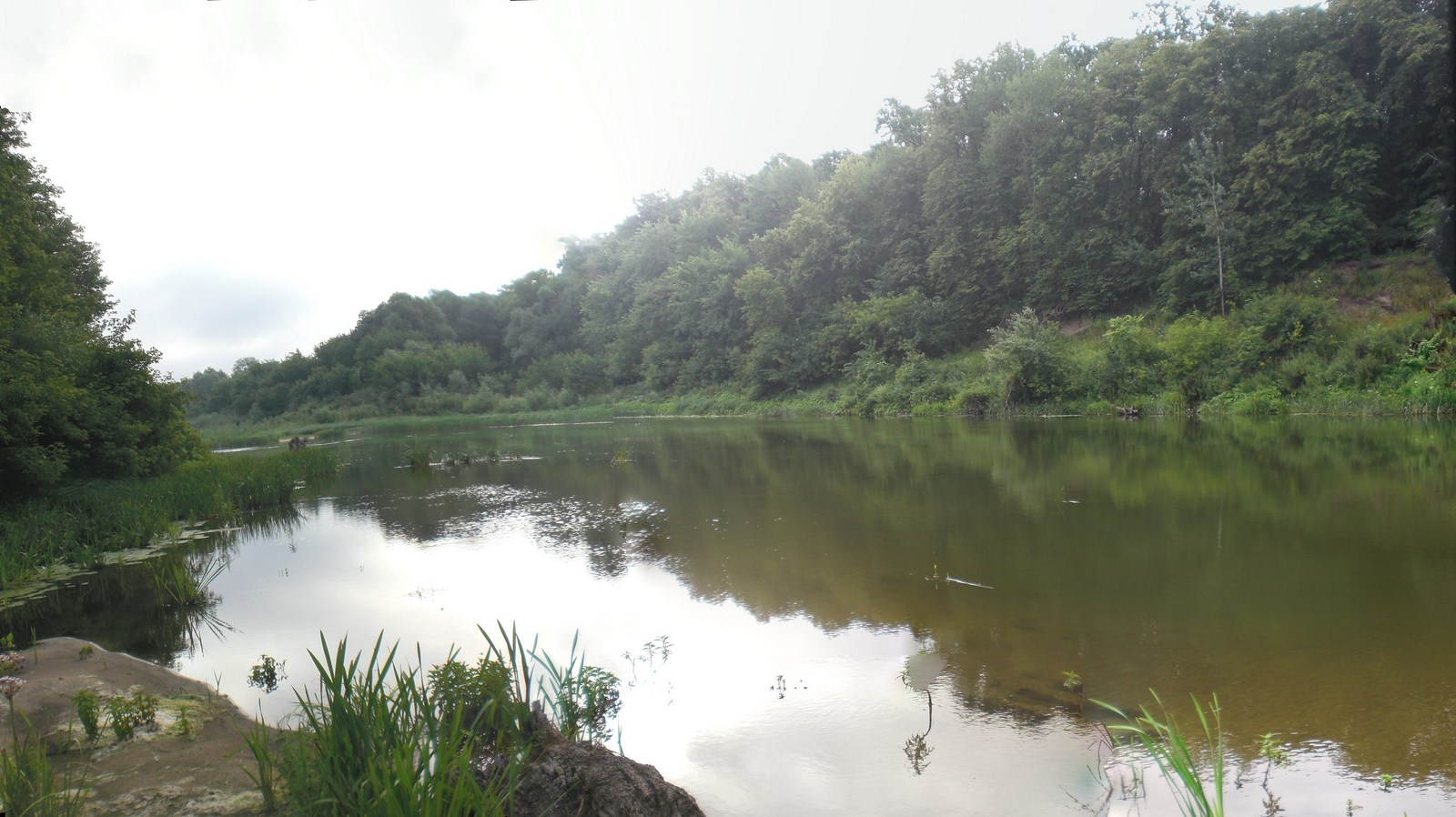

51°33′N 43°10′E / 51.550°N 43.167°E
巴拉紹夫區（俄语：Балашовский район），是俄羅斯的一個區，位於該國西南部，由薩拉托夫州負責管轄，面積2,924.56平方公里，2010年人口31,125，人口密度每平方公里10.64人。